# Griesmauer
Griesmauer är en bergsrygg i Österrike. Det ligger i förbundslandet Steiermark, i den östra delen av landet, 130 km sydväst om huvudstaden Wien. Det finns två toppar på bergryggen; Griesmauerkogel som ligger 2 034 meter över havet och TAC-Spitze som ligger 2 019 meter över havet. Närmaste större samhälle är Eisenerz, 7,7 km väster om Griesmauer. 